# Ken le Survivant
Autre
Ken le Survivant, aussi connu sous le titre original Hokuto no Ken (北斗の拳, trad. litt. : « Le Poing de la Grande Ourse »), est un manga de type shōnen imaginé et dessiné par Tetsuo Hara, et écrit par le scénariste japonais Buronson. Ken le Survivant a été à l'origine prépublié entre 1983 et 1988 dans le magazine Weekly Shōnen Jump de l'éditeur Shūeisha.
Après la parution de la franchise en format manga, Hokuto no Ken est adapté en anime par Toei Animation, et à l'origine diffusé du 11 octobre 1984 au 18 février 1988 sur Fuji TV, adaptant le manga jusqu'au tome 24. En France, l’anime, rebaptisé Ken le Survivant est diffusé à partir du 31 août 1988 dans l'émission Club Dorothée sur la chaîne TF1 ; cette version deviendra culte pour son adaptation censurée et édulcorée. En 2021, la série devient disponible en streaming sur la plateforme ADN.
Considéré comme une référence en matière de manga, ce titre a eu un énorme succès et passé la barre des 100 millions d'exemplaires édités dans le monde, ce qui en fait l'un des mangas les plus vendus de l'histoire.

## Étymologie
En japonais, la Grande Ourse se dit Ōguma-za (おおぐま座, traduction littérale), Hokuto (北斗) et représente l'astérisme des sept étoiles de la Grande Ourse, appelé Grande Casserole en français et Grand Chariot au Canada.

## Synopsis
L'histoire se déroule dans les années 1990 (ce qui était alors un futur relativement proche), sur une terre ravagée par une guerre nucléaire, ayant eu pour conséquence l'évaporation de la plupart des mers et océans, tout comme la destruction d’une grande partie de la végétation. Lors de l'introduction de la série animée on peut lire « 199X », soit une année indéterminée à la fin du XXe siècle. Dans cet univers post-apocalyptique, les survivants sont soit d'humbles villageois s'efforçant de survivre, soit des bandits vicieux regroupés en gangs qui s'adonnent au pillage et à la persécution des villageois.
Cependant, un expert en arts martiaux nommé Kenshiro, dit Ken, un homme reconnaissable aux sept cicatrices qu'il porte sur le torse (formant la constellation de la Grande Ourse), a été choisi pour devenir le successeur d'une légendaire école d'art martial assassin, le Hokuto Shinken (北斗神拳, l'art divin de l'Étoile du Nord), dont la technique consiste à presser les points vitaux de l'adversaire pour le faire exploser de l'intérieur. Au début de l'aventure, Ken, homme blessé, ne cherche pas réellement à aider les villageois, mais au fur et à mesure que son étoile le guide, il se révèle comme étant le sauveur tant attendu par une population au bord du désespoir. Accompagné dans son périple par deux jeunes enfants nommés Bart et Lynn, Ken sera confronté à un grand nombre de gangs et devra affronter deux de ses frères adoptifs, eux aussi disciples de l'art du Hokuto Shinken, et se mesurer à cinq des six maîtres de l'école concurrente Nanto Seiken (南斗聖拳, le poing sacré de l'Étoile du Sud).
Avant de rencontrer Raoh, ultime adversaire, aîné des 4 frères du Hokuto et conquérant de la fin des temps qui a enfreint les lois de Hokuto  en refusant d'abandonner son art à la suite de la désignation de Kenshiro comme unique héritier puis en employant son art pour régner par la terreur, Kenshiro doit faire face à une série de tragédies qui l'affectent profondément (disparitions de sa fiancée, mort de ses frères d'armes, massacres d'innocents…).
Plusieurs années après la mort de Raoh et de Yuria (Julia en version française), Ken effectue une seconde venue pour prêter main-forte à Bart et Lynn, maintenant adultes et leaders de l'armée du Hokuto, milice rebelle contre la tyrannie des troupes de l'Empereur céleste, commandées par un régent nommé le Gouverneur Jakoh. Ken se mesure alors aux maîtres de l'école Gento Kokken. Après la défaite finale de Jakoh, Lynn est enlevée et Ken doit traverser le seul océan restant pour se rendre sur les terres de Shura (修羅の国, Shura no Kuni), connues aussi sous le nom de Pays des démons. Les Terres de Shura ne sont autres que le lieu naissance de Raoh, Toki et Kenshiro. Ce pays est gouverné par Kaioh, le frère biologique de Raoh, qui est aussi dépositaire du Hokuto Ryūken (北斗琉拳, Le poing du dragon de l'étoile du nord), une branche déviante et maléfique du Hokuto.
Après avoir retrouvé le secret du Hokuto originel (Hokuto Sōke), Ken vainc le mal de Kaioh, sauve Lynn et libère le pays des démons. Enfin, Ken retrouve Ryu, le fils de Raoh, et le prend comme disciple pour faire de lui son successeur. Dans l'animation, la fin diffère en ce sens que Ken, pensant avoir mis fin à la tragédie du Hokuto, fait une rétrospective de sa vie, du sens de ses rencontres et de ses combats, puis disparaît avec Kokuo en se promettant de se battre tant qu'il resterait des adversaires dignes de lui.

## Production

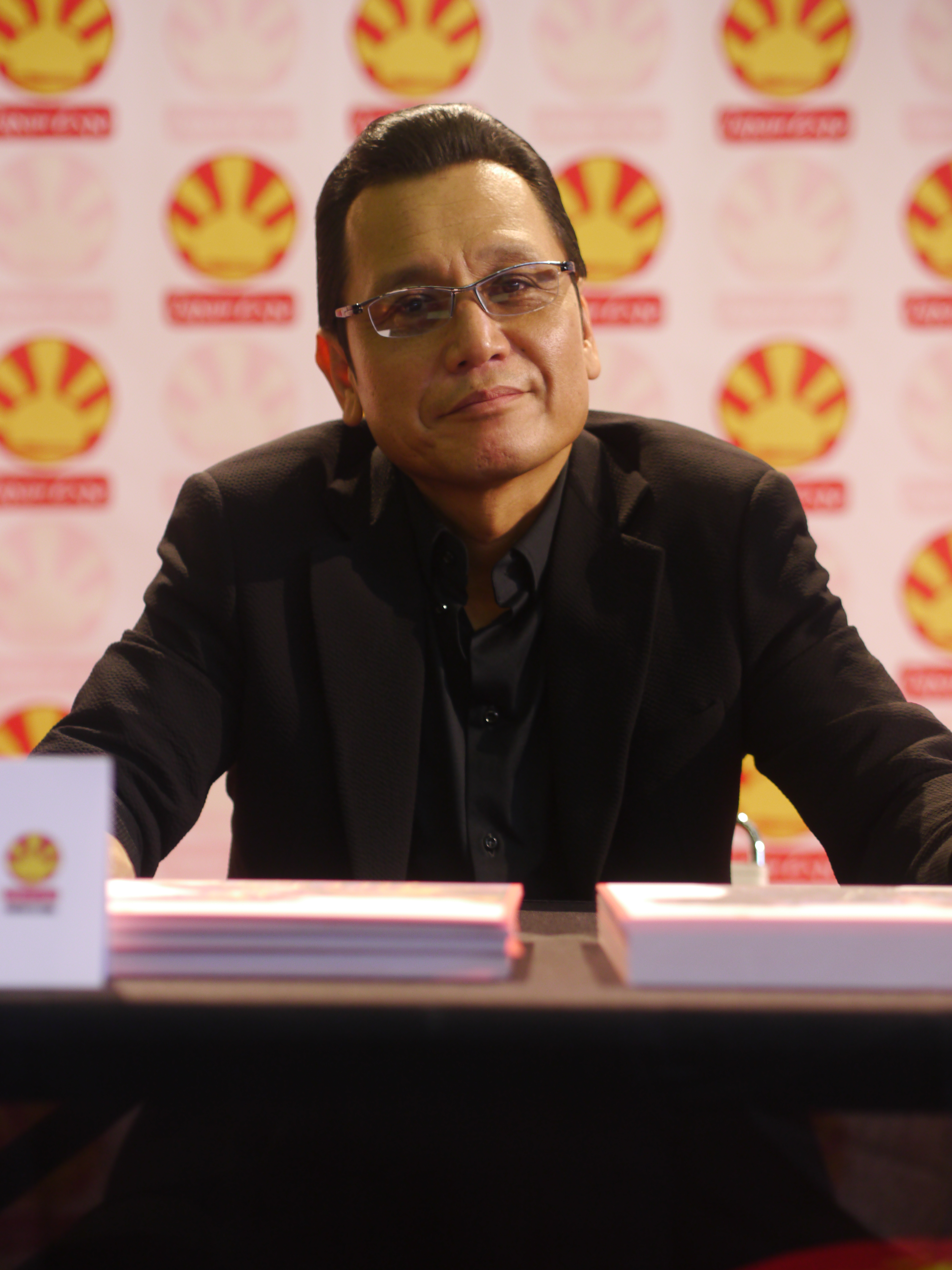
Tetsuo Hara, créateur de la série, en 2013, lors d'une convention.

Adolescent dans les années 1970, Tetsuo Hara était fan de l'expert en arts martiaux et acteur chinois Bruce Lee, ainsi que des mangas d'action et de l'acteur de films d'action japonais Yūsaku Matsuda. Ne possédant pas de magnétoscope à l'époque, il dessinait souvent de mémoire des versions manga de Bruce Lee et de Yūsaku Matsuda. Hara a ensuite eu l'idée de Hokuto no Ken (Ken le Survivant) après avoir été contacté par son éditeur Nobuhiko Horie, qui lui a demandé : « Tu veux écrire un manga sur les arts martiaux chinois, non ? » Selon Hara, Horie lui a suggéré de dessiner un manga sur « un expert en arts martiaux qui détruit ses adversaires en frappant leurs points d'acupression », en se basant sur l'aspiration de Hara à dessiner un manga sur les arts martiaux et sur sa connaissance des points de pression. À l'époque, Hara avait du mal à percer sur le marché, puisque sa première série, The Iron Don Quijote (un manga sur les courses de moto-cross), avait été annulée dix semaines après son lancement. Pour son nouveau manga, Hara a combiné l'apparence et les traits de caractère de Bruce Lee et de Yūsaku Matsuda pour créer le protagoniste, Kenshiro. Il s'est également inspiré des séries Ultraman et Satoru Sayama pour créer des designs d'ennemis intéressants.
Une version prototype de Hokuto no Ken a été publiée sous la forme d'un one shot dans le numéro d'avril 1983 de Fresh Jump, qui a été suivi de Hokuto no Ken II, un second one shot publié dans le numéro de juin 1983. Les deux histoires ont été recueillies à l'origine dans le deuxième volume tankōbon de The Iron Don Quijote, la série antérieure de Hara (bien que les éditions ultérieures de 1995 déplacent la première partie du pilote Hokuto no Ken sur le premier volume et n'incluent que la deuxième partie sur le deuxième volume.
Les deux one-shots ont été bien accueillis dans les sondages des lecteurs de Fresh Jump et Tetsuo Hara a été chargé de transformer Hokuto no Ken en série hebdomadaire. Buronson est chargé de travailler avec lui en tant que scénariste pour la version sérialisée. L'intrigue a été remaniée : le cadre actuel des années 1980 de la version originale a été remplacé par un monde futur post-apocalyptique, et le protagoniste Kenshiro, à l'origine un adolescent accusé d'un crime qu'il n'avait pas commis dans le prototype de Hara, est devenu un héros plus âgé et plus stoïque au passé tragique. Pour le nouveau décor, Hara s'est inspiré du film post-apocalyptique Mad Max 2 (sorti en 1981), du film cyberpunk Blade Runner (sorti en 1982), du manga japonais post-apocalyptique cyberpunk Akira (1982) de Katsuhiro Ōtomo, et des illustrations des artistes Syd Mead et Frank Frazetta.
Buronson a cité Bruce Lee et Mad Max comme ses deux plus grandes inspirations pour Hokuto no Ken. Il a déclaré que Kenshiro et les arts martiaux étaient inspirés par Bruce Lee et ses films de kung-fu et d'action des années 1970 à Hong Kong, tandis que le cadre post-apocalyptique était inspiré par la série de films Mad Max (début 1979). Hokuto no Ken a également été influencé par la série de mangas Violence Jack de Go Nagai (début en 1973), qui présente également un cadre post-apocalyptique dans un désert avec des gangs de motards, une violence anarchique, des bâtiments en ruine, des civils innocents, des chefs de tribus et des petits villages abandonnés ; il a été avancé que Mad Max a également été influencé par Violence Jack,,. À l'origine, Hara et Buronson avaient été engagés pour réaliser Hokuto no Ken  pour une durée de trois ans, mais en raison de sa popularité et de la demande de l'éditeur, la durée a été portée à cinq ans.

## Supports

### Manga

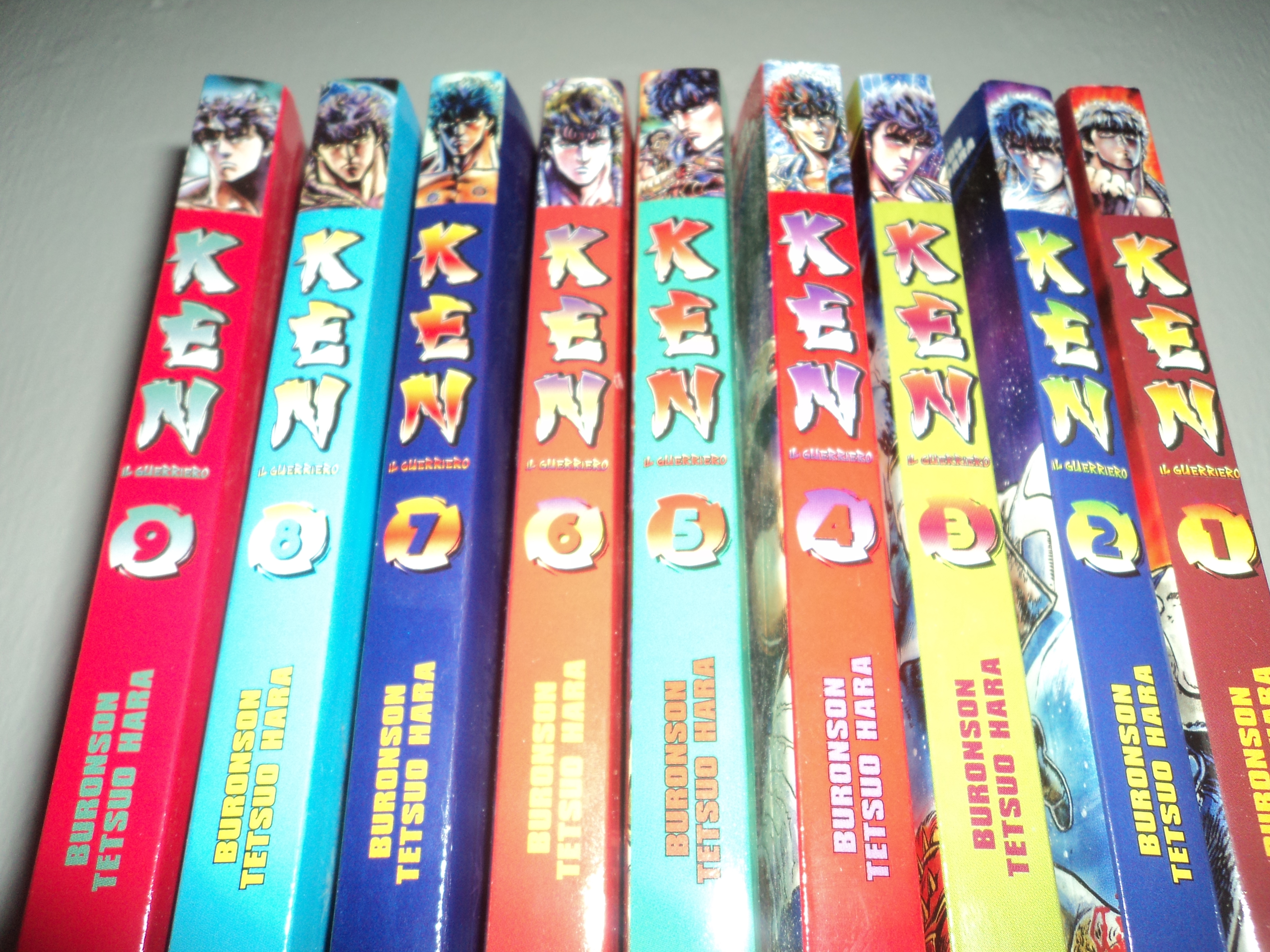
Collection de mangas Hokuto no Ken.

Au Japon, la série est pré-publiée dans le magazine Weekly Shōnen Jump de l'éditeur Shūeisha entre 1983 et 1988 et compte au total 245 chapitres qui, par la suite, ont été compilés sous forme de tankōbon. Au total, 27 volumes sont sortis. En France, les 27 volumes de la série ont été repris par les éditions J'ai lu et publiés entre août 1999 et novembre 2001. Pour fêter les vingt-cinq ans de la série, une nouvelle version française a vu le jour avec les éditions Asuka et Kazé depuis mai 2008. Elle comprend 26 volumes au lieu de 27.
Une édition deluxe de 14 volumes voit le jour en 2006 au Japon par l'éditeur Shōgakukan. La version française est commercialisée par Kazé depuis août 2013 pour fêter les trente ans de la série. Enfin, une nouvelle édition en 18 tomes, nommée Extrême Edition, est commercialisée par Crunchyroll depuis le 12 octobre 2022.

#### ÉditionsJ'ai lu
1. Le Cri du cœur
2. L'Exécution des démons !!
3. Jusqu'en enfer !!
4. Deux étoiles néfastes !
5. Combat mortel !
6. Retrouvailles tragiques !
7. Pas de sépulture pour les ordures !
8. Le Poing du mal !
9. Sous la lumière des étoiles du Nanto
10. L'Empereur du Nanto !
11. Le poing qui brise le ciel
12. Le Serment du passé
13. Le Dernier Éveil du Nanto !
14. Le temps est venu !
15. La Goire du vaincu !
16. Le Hurlement du louveteau !!
17. L'Assassin doré !
18. Les Deux Empereurs célestes !
19. Masque d'ambition !
20. La légende de Raoh continue !
21. Homme démon chimérique
22. Le Cimetière de Ryûken
23. Le Testament du roi vainqueur !
24. Le feu infernal de l'obsession s'éteint !
25. Prélude à la destruction !
26. L'Ombre du roi suprême !
27. Adieu à vous que j'aime…

#### ÉditionsAsuka
1. mai 2008
2. mai 2008
3. juillet 2008
4. septembre 2008
5. novembre 2008
6. janvier 2009
7. mars 2009
8. mai 2009
9. juillet 2009
10. septembre 2009
11. novembre 2009
12. janvier 2010
13. mars 2010
14. mai 2010
15. juillet 2010
16. septembre 2010
17. novembre 2010
18. janvier 2011
19. mars 2011
20. mai 2011
21. juillet 2011
22. septembre 2011
23. novembre 2011
24. janvier 2012
25. mars 2012
26. mai 2012

Le manga a fait l'objet de plusieurs autres séries dérivées :
- Ken: Fist of the Blue Sky (蒼天の拳, Sōten no ken?, littéralement « Le Poing du ciel bleu »), Tetsuo Hara (dessins) et Buronson (scénario), 2001-2010
- La Légende de Raoh (天の覇王 北斗の拳 ラオウ外伝, Ten no haō Hokuto no ken Raō gaiden?, littéralement « Le Roi suprême du ciel - Hokuto no ken, la légende de Raoh »), Yûkô Osada (dessins), 2006-2007
- La Légende de Julia (北斗の拳 ユリア外伝 慈母の星, Hokuto no Ken Yuria Gaiden - Jibo no Hoshi?, littéralement « Hokuto no ken - La légende de Julia, l'étoile d'une mère aimante »), Akimi Kasai (dessins), 2006-2007
- La Légende de Rei (蒼黒の餓狼 -北斗の拳 レイ外伝-, Sôkoku no garô - Hokuto no ken Rei gaiden?, littéralement « Le Loup affamé bleu-noir - Hokuto no ken, la légende de Rei »), Yasuyuki Nekoi (dessins), 2007-2009
- La Légende de Toki (銀の聖者　北斗の拳　トキ外伝, Shirogane no seija - Hokuto no ken Toki gaiden?, littéralement « Le Saint d'argent - Hokuto no ken, la légende de Toki »), Yuka Nagate (dessins), 2007-2008
- La Légende de Jagi (極悪ノ華 北斗の拳 ジャギ外伝, Gokuaku no hana - Hokuto no ken Jagi gaiden?, littéralement « La Fleur atroce - Hokuto no ken, la légende de Jagi »), Shin'ichi Hiromoto (dessins), 2008-2009
- La Légende de Jyuza (彷徨の雲 北斗の拳ジュウザ外伝, Hôkô no kumo - Hokuto no ken Jūza gaiden?, littéralement « Le Nuage errant - Hokuto no ken, la légende de Juza »), Kakurai Missile (dessins), 2010
- Kinyoku no Garuda – Nanto Goshasei Zenshi, Yoshiji Yamaguchi (dessins), 2013[18],[19].

### Anime
En 1984, le manga est adapté en série télévisée d'animation par la Toei et diffusé sur Fuji TV. Le succès de la série engendre deux ans plus tard son adaptation en film d'animation. Deux séries télévisées ont été créées : une première de 109 épisodes et une deuxième de 43 épisodes.
En France, la première série est diffusée à partir d'octobre sur TF1, sous le titre Ken le Survivant, attribué par AB Productions et éloigné du titre d'origine. La diffusion est interrompue après le 84e épisode pour raisons de censure. L'épisode 35 est notamment longtemps resté non doublé et inédit en version française. En 1996, les épisodes 85 à 91 sont diffusés pour la première fois sur AB Cartoons, les 18 derniers (92 à 109) restant alors officiellement inédits, n'ayant pas été doublés. En 2005, une nouvelle édition DVD voit le jour, contenant uniquement la série en version française. Pour cette occasion, les 20 derniers épisodes devaient être doublés par d'autres acteurs, mais cela n'a pas abouti. En 2009, les épisodes 92 à 109, qui restaient inédits, ont été remastérisés et doublés par une nouvelle équipe de comédiens, sous la décision d'AB, puis diffusés sur la chaine Mangas du 4 novembre 2009 au 3 décembre 2009. Le doublage de la première série en version française est donc désormais complet. 
La deuxième série n'a jamais été doublée en France et n'existe qu'en version originale sous-titrée.

## Polémiques et censures

### Particularités du dessin
Selon Yoshio Takami, qui a produit l’anime, celui-ci s'adressait à un public à partir de 16 ans. Les coups donnés par les héros de la série ont généralement pour effet de faire imploser leurs adversaires (pour les adeptes du Hokuto Shinken), non pas sous la force des coups mais en frappant les points vitaux, comme s'il s'agissait d'une sorte d'acupuncture de combat, ou encore de découper leurs adversaires (pour les adeptes du Nanto Seiken). Dans la première série, les gerbes de sang résultant de ces techniques sont rendues sous la forme de jets de lumière blanche pour en atténuer l'effet « gore ». Il arrive a contrario qu'un effet de transparence évoquant une radiographie mette en évidence les destructions internes occasionnées, comme le bris du squelette ou l'éclatement des organes. Dans la version française, Ken ponctue souvent un coup fatal du Hokuto Shinken par la phrase rituelle ou réplique culte : « Tu ne le sais pas encore mais tu es déjà mort » (« Omae wa mou shindeiru »), avec parfois l'apparition d'un compte à rebours matérialisant l'irréversibilité des effets destructeurs de la technique.

### Violence
Au Japon, le manga était publié dans le Weekly Shōnen Jump, un magazine destiné à un public d'adolescents et de jeunes adultes. En comparaison, la violence du manga est atténuée dans la série télévisée, par diminution des effets sanglants. Quant à la série télévisée, elle était diffusée à 19 h, une heure de grande écoute, sans jamais susciter de vagues de protestation comme en France.
En France, la série a été diffusée dans le Club Dorothée, une émission pour enfants produite par AB Productions pour le compte de la chaîne TF1 à partir d'août 1988. Selon Philippe Ogouz, responsable du doublage et voix française de Ken, la société AB Productions achetait pour le Club Dorothée les droits de diffusion des séries animées japonaises par lots à bas coût, sans être très regardante quant à leur contenu. Ainsi ont été diffusées à la chaîne des séries aux tonalités très variables, des titres légers et humoristiques (Juliette, je t'aime, Le Collège fou, fou, fou, etc.) alternant avec des titres sombres et / ou violents (Les Chevaliers du Zodiaque (Saint Seiya), Dragon Ball puis Dragon Ball Z, Nicky Larson, ou Ken le Survivant), plutôt conçus pour un public adolescent. Face aux réactions outrées d'associations familiales et de personnalités politiques (notamment Ségolène Royal, à l'époque députée des Deux-Sèvres,), les épisodes ont été de plus en plus censurés, et, s'agissant de Ken le Survivant (de même que Nicky Larson dans une moindre mesure), ont en outre fait l'objet d'un doublage outrageusement fantaisiste (à l'initiative de l'équipe des comédiens de doublage), parfois très éloigné de la version originale, bien plus sombre et juste. Cette forme d'édulcoration et de dénaturation de la série a reçu un accueil très partagé de la part du public.

### Adaptation française
L'adaptation française est issue d'un malentendu : à l'époque, les responsables de programmation des chaînes françaises achetaient des catalogues entiers d’animes, productions à faible coût qui permettaient de remplir leurs grilles jeunesses. De ce fait, Ken le Survivant qui, au Japon ciblait un public adolescent et adulte, est présenté en France comme une émission pour enfants. Les dialogues sont alors adaptés et édulcorés, et un générique en français est interprété par Bernard Denimal (Dr Slump et Galaxy Express).
Dans un entretien en 2001, Philippe Ogouz, comédien ayant prêté sa voix en version française au personnage principal, Ken, explique que le milieu du doublage français, dans ces années-là, n'appréciait pas les animes japonais, n'étant pas sensible à leur esthétique. À l'époque, les responsables de la direction artistique étaient effarés par la violence de la série, que Philippe Ogouz a en outre qualifiée de « nazie » (affirmant, à tort, y avoir vu des croix gammées,). Les comédiens ont alors demandé à cesser de travailler sur Ken le Survivant ; mais comme les dirigeants tenaient à maintenir la diffusion d'une des séries les plus appréciées par le jeune public, les comédiens ont posé comme condition pour poursuivre le doublage d'avoir une liberté totale quant au contenu des dialogues,, dès le 22e épisode.
C'est alors qu'ils ont commencé à improviser des répliques fantaisistes à base de jeux de mots ou d'expressions populaires décalées, visant à la fois à édulcorer la violence autant que possible et à se rendre la tâche moins pénible. Une partie du public a perçu ces improvisations comme dénaturant l'œuvre originale et relevant d'une attitude quelque peu anti-japonaise ; d'autres y ont vu un effet comique contribuant à l'intérêt de la série,. Quoi qu'il en soit, ces modifications nuisent souvent à la compréhension de l'intrigue ; en particulier, les noms des deux principales écoles d'arts martiaux, le « Hokuto » et le « Nanto », ont fait l'objet de multiples calembours déconcertants et variables d'un épisode à l'autre (« Nanto de vison » ou « Nanto de fourrure », « Hokuto de cuisine » ou « Hokuto à pain », etc.). De nombreux florilèges des répliques les plus insolites ont été par la suite diffusés sur des plate-formes de partage de vidéo comme YouTube, ce qui en fait un phénomène Internet mineur.[réf. nécessaire]
Quelques exemples de répliques fantaisistes du doublage français :
- « Par le Hokuto à viande, je couperai vos gigots[30] ! » ;
- « Dis-moi où se trouve Ryuga ! — À Montélimar[31] ! » (Par vague paronymie de Ryuga avec nougat.) ;
- « Décidément les temps comme les œufs sont durs, et la bêtise n'a pas de limite[30]… »

À partir du 80e épisode de la série, un doublage plus sérieux et sans réplique fantaisiste est réinstauré, avec les comédiens de l'époque, jusqu'au 91e épisode. 23 ans plus tard, soit en 2009, une nouvelle équipe de comédiens est choisie pour doubler le reste des épisodes (92 à 109), également dans une version non fantaisiste.

## Films dérivés et adaptations

### Films et OAV
Une première adaptation de la série en film est réalisée par Toyoo Ashida et diffusée le 8 mars 1986 au Japon et en 1991 aux États-Unis ; le titre de la version française est Ken le Survivant, le film. Le manga n'étant pas terminé à l'époque, le scénario a été modifié et condensé pour les besoins du film et l'histoire s'arrête après le premier combat contre Raoh.
En 1995, un film américain en prise de vue réelle est réalisé par Tony Randel. Cette adaptation est généralement très mal accueillie, au point de figurer parmi les « nanars » chroniqués sur le site Nanarland. En France, le film sort en réédition DVD sous le nom North Star : La Légende de Ken le Survivant.
En 2003, une série de trois OAV, La Forteresse idolâtre, La Technique interdite et Tout le poids de la compassion, voit le jour sous le nom général de Shin Hokuto no Ken. L'histoire de ces OAV se déroule après les deux premières séries.
En 2005, North Stars Pictures annonce une nouvelle série de trois films et deux OAV du nom de Fist of the North Star (真救世主伝説, Shin Kyūseishu Densetsu, trad. litt. : Fist of the North Star : La Légende du véritable sauveur). Ce projet reprend le manga original avec quelques modifications scénaristiques et de nouveaux personnages :
- Hokuto no Ken 1 : L'Ère de Raoh (真救世主伝説 北斗の拳 ラオウ伝 殉愛の章, Shin kyûseishû densetsu Hokuto no Ken - Raô den junai no Shô?) : film sorti au cinéma le 11 mars 2006 au Japon et le 14 mai 2008 en France (sorti ensuite le 18 novembre 2008 en DVD sous trois éditions, collector, numéroté et classique chez Kazé) ;
- Hokuto no Ken, OAV 1 : La Légende de Julia (Hokuto no Ken – Yuria Den?) : OAV sorti en DVD le 23 février 2007 au Japon et le 10 juin 2009 chez Kazé en France ;
- Hokuto no Ken 2 : L'Héritier du Hokuto (真救世主伝説 北斗の拳 ラオウ伝 激闘の章, Shin kyûseishu densetsu Hokuto no Ken - Raōh Den Gekitō no Shō?) : film sorti le 28 avril 2007 au Japon et sorti directement en DVD (direct-to-video) le 17 février 2010[41] en France (sous deux éditions, collector et classique chez Kazé) ;
- Hokuto no Ken, OAV 2 : La Légende de Toki (トキ伝, Hokuto no Ken – Toki Den?) : OAV sorti en DVD le 26 mars 2008 au Japon (sous deux éditions, collector et classique) et le 23 juin 2010[42] chez Kazé en France ;
- Hokuto no Ken 3 : La Légende de Kenshiro (ケンシロウ伝, Hokuto no Ken Zero – Kenshirō Den?) : film sorti au cinéma en octobre 2008 au Japon et sorti directement en DVD le 29 septembre 2010[43] en France (sous deux éditions, collector et classique chez Kazé).

### Spectacles
En 2017, un spectacle live Ken le Survivant est annoncé comme « expérience éphémère » à la rentrée 2018, et ce à l'occasion du 35e anniversaire du manga. La pièce prendra place 6 au 10 septembre, au Tokyo Dome G-Rosso. La pièce ne s'articulera visiblement pas autour du personnage principal, Ken, mais autour d'une bande de malfrats aperçus dans le manga. L'équipe des acteurs comptera Ryūko Isogai, Ryūnosuke Kawai, Juri, Takeshi Hayashino, Naomichi Hanazono, et Aoi Mizuki, membre du groupe nippon AŌP.
En 2021, une adaptation musicale, sous le nom de Fist of the North Star, est annoncée, et reprend l'intrigue du manga, qui se déroule dans un monde post-apocalyptique, et sera cette fois centrée sur les protagonistes principaux, comme indiqué sur le site officiel.

## Distribution

### Anime

#### Voix originales
- Akira Kamiya : Kenshiro[45]

#### Voix françaises
- Philippe Ogouz : Ken, Uda (2e voix), Amiba (2e voix), Gulf (homme aux chiens) et Toki (voix de remplacement, ép. 65 et 66)
- Luc Florian : Raoul, Zayd, Joker, Kemada, Fang (Roi des Kibas) et Heart
- Jean-François Kopf : Shin, Toki, Jagger, Uda (1re voix), Shew (1re voix), Amiba (3e voix), M. Uyghur (chef de Cassandra), Rihaku, Fudô et Rei (voix de remplacement, ép. 45 et 46)
- Sophie Gormezano : Julia, Mamiya, Irié, Toh (fille de Ryaku), Lynn (épisodes 1 à 9, 76 à 78, 83 à 91) et Bart (voix de remplacement, ép. 81, 82, 86 et 87)
- Patrick Messe : Rei, Sauzer, Juza, le général des armées de Shin, Jackal et Huey
- Jackie Berger : Bart (1re voix)
- Virginie Méry : Lynn, Chiba, Bart (voix de remplacement, ép. 61, 76 à 78, 83 à 85, 89 à 91) et Mamiya (voix de remplacement, ép. 65)
- Daniel Beretta : Amiba (1re voix), Raoul (épisodes 74 et 75)
- Gérard Surugue : Shew (2e voix), Raoul (épisodes 67 à 69)
- Jacques Ferrière : Ryuga, Toki (voix de remplacement, ép. 67 et 68), Shew (voix de remplacement, ép. 67), Koryu (épisode 70)
- Philippe Ariotti : Shuren
- Luc Bernard : Ken (voix de remplacement, ép. 47 à 49)
- Brigitte Lecordier : Bart (voix de remplacement, ép. 10 à 12)
- Maryse Meryl : Bart (voix de remplacement, ép. 22 à 24, 36, 47 à 52)
- Catherine Privat : Bart (voix de remplacement, ép. 53 à 60, 62, 63 et 88)
- Joëlle Guigui : Lynn (voix de remplacement, ép. 45 et 46)
- Virginie Ogouz : Lynn (voix de remplacement, ép. 50 à 63), Bart (voix de remplacement, ép. 64 à 72) et Mamiya (voix de remplacement, ép. 58)
- Jacques Feyel : Rei (voix de remplacement, ép. 28 à 30)
- Daniel Russo : Rei (voix de remplacement, ép. 33 et 34) et Hommes d'Amiba (épisodes 33 et 34)
- Michel Modo : Sauzer (voix de remplacement, ép. 67 et 68), Koryu (épisode 69)
- Marc François : le barman et divers (épisodes 6 à 9)

Épisodes 92 à 109 (doublés en 2009)
- Philippe Valmont : Ken (épisodes 92 à 109 et teasers DVD) et Judô
- Élisabeth Ventura : Julia (épisodes 92 à 109)
- Marie Diot : Lynn (épisodes 92 à 109)
- Gérard Malabat : Bart (épisodes 92 à 109)
- Jean-Marco Montalto : Juza (épisodes 92 à 96 et 105)
- Céline Melloul : Toh (épisodes 92 à 99)
- Antoine Tomé : le narrateur (teasers DVD) et Raoul (épisodes 92 à 109)
- Cyrille Monge : Rihaku et Toki (épisodes 92 à 109)
- Pascal Casanova : Ryûken (épisodes 93 à 109)

version française
- Société de doublage : Studio SOFI (ép. 1 à 91) / Soundfactor[46] (ép. 92 à 109)
- Direction artistique : Philippe Ogouz[46] (et Jacques Torrens[46] (remplacement ép. 47 à 49)) / Maurice Latino[46] (ép. 92 à 109)
- Adaptation des dialogues : Jean-Claude Iltis, Jean-Yves Jaudeau, etc.[46]

### Films
Note : Cette section présente les doublages de la série de films Fist of the North Star (真救世主伝説, Shin Kyūseishu Densetsu).
| Personnages   | Voix japonaises, | Voix françaises,      |
| Film 1 (2006) | Film 1 (2006)    | Film 1 (2006)         |
| ------------- | ---------------- | --------------------- |
| Kenshiro      | Hiroshi Abe      | Frédéric Souterelle   |
| Reina         | Kō Shibasaki     | Julie André           |
| Raoh/Raoul    | Takashi Ukaji    | Pascal Casanova       |
| Shû           | Hōchū Ōtsuka     | Marc-Antoine Frédéric |
| Souther       | Akio Ōtsuka      | Bruno Moury           |
| Bart          | Daisuke Namikawa | Nicolas Beaucaire     |
| Toki          | Ken'yū Horiuchi  | Renaud Heine          |
| Soga          | Unshō Ishizuka   | Fabien Jacquelin      |
| Lynn          | Māya Sakamoto    | Isabelle Volpe        |
| Yo            | Yuzuru Fujimoto  | Jacques Albaret       |
| la narratrice | Kō Shibasaki     | Claudine Grémy        |
| Film 2 (2007) |                  |                       |
| Julia         | Yuriko Ishida    | Marie Diot            |
| Ryaku         | Katsuhisa Houki  | Gérard Rouzier        |
| Balga         | Masaki Terasoma  | Jean-Bernard Guillard |
| Fudô          | Daisuke Gouri    | Loïc Houdré           |
| Ryuken        | Chikao Ōtsuka    | Jacques Albaret       |
| Girack        | Masanori Takeda  | Patrick Noérie        |
| Film 3 (2008) |                  |                       |
| Julia         | Yuriko Ishida    | Marie Diot            |
| Gades         | Tetsu Inada      | Christopher Ambomo    |
| Shin          | Takuya Kirimoto  | Frédéric Popovic      |
| Jugai         | Rikiya Koyama    | Francisco Gil         |
| Amo           | Hiromi Konno     | Gabrielle Jeru        |
| Cisca         | Shōzō Iizuka     | Jean-Bernard Guillard |
| Garuma        | Tesshō Genda     | Loïc Houdré           |
| Fugen         | Takeshi Aono     | Olivier Angèle        |
| Jinia         | Shigeru Chiba    | Patrick Noérie        |
| Yaman         | Keiichi Nanba    | Serge Noël            |

- Version française
  - Société de doublage : Studios de Saint Maur[47],[48],[49]
  - Direction artistique : Jacques Albaret[47],[48],[49]
  - Adaptation des dialogues : Frédéric Roques[47],[48],[49]

## Produits dérivés

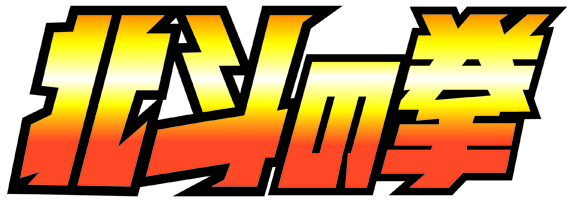
Logo japonais de la franchise.

### DVD
En 2009, le studio AB Video produit et édite six coffrets DVD collector en version intégrale non-censurée regroupant la VOSTFr et la VF, avec une remastérisation complète de l'image et une bande son de meilleure qualité. Le premier coffret (épisodes 1-22) sort le 6 août 2009 ; le deuxième (épisodes 23-38) sort le 15 septembre 2010 ; le troisième (épisodes 39-54) sort le 17 novembre 2010 ; le quatrième (épisodes 55-70) sort le 19 janvier 2011 ; le cinquième (épisodes 71-86) sort le 20 avril 2011 ; le sixième (épisodes 87-109) sort le 10 octobre 2011.
En 2013, le studio Black Box acquert les droits des deux séries et annonce la sortie d'une réédition intégrale en DVD de la première série (en VO et VF) et de la deuxième série (restée inédite en version française) prévue à partir de la fin de l'année.

### Musique
Les génériques d'ouverture de la série d'animation s'intitulent Ai wo Torimodose (épisodes 1-82) de Crystal King, Silent Survivor (épisodes 83 à 109) de Kodomo Band et Tough Boy de TOM★CAT (épisodes 110 à 152). Les génériques de fin s'intitulent Yuria… Forever (Yuria… Eien ni) (épisodes 1-82) de Crystal King, Dry Your Tears (épisodes 83 à 109) de Kodomo Band et Love Song de TOM★CAT (épisodes 110 à 152). La bande-originale s'intitule Hokuto No Ken / Fist of the North Star Original Songs (1987).
Quelques compilations musicales dérivées de la série paraissent. Le groupe de heavy metal parodique Ultra Vomit reprend le thème du film dans son titre Keken, quatorzième titre de l'album Panzer Surprise, sorti en 2017.

### Jeux vidéo
De nombreuses adaptations en jeu vidéo ont été réalisées, principalement au Japon. Le premier jeu, produit par Enix pour PC-8801, porte simplement le nom Hokuto no Ken. Par la suite, Toei Animation sort une série de jeux pour les plateformes Nintendo. Sega développe ses propres versions, d'abord pour SG-1000 Mark III puis une suite pour Mega Drive. Elite Systems, éditeur en anglais, rachète ensuite la licence à Sega pour convertir le jeu sur C64, Amiga et Atari ST ; ce jeu est adapté de la seconde saison de la série animée. Les versions Amiga et Atari sont incomplètes par rapport à la version Mega Drive d'origine ; de plus, Elite, n'ayant eu les moyens de payer la licence, a renommé tous les personnages du jeu, renommé Last Battle.
Banpresto a de nouveau publié le jeu original sur Sega Saturn, avec un scénario qui lui est propre. Le jeu est ensuite adapté sur PlayStation, puis plus tard un remake est édité sur PlayStation 2 dans la série Sega Ages 2500. En 2000, Bandai sort Hokuto no Ken : Seikimatsu Kyūseishu Densetsu sur PlayStation. Plusieurs jeux sont également sortis sur arcade, dont une série de pachinko associée au thème, également adaptée pour PlayStation 2. Une version est également sortie sur ordinateur sous le nom Hokuto no Ken.
En 2010, Koei sort sur PlayStation 3 et Xbox 360 Fist of the North Star: Ken's Rage (Hokuto Musō au Japon), une adaptation beat'em up, dérivée de sa série Dynasty Warriors. Le jeu a atteint 5 000 000 exemplaires vendus au Japon en mars 2010.
En 2018, Sega sort Fist of the North Star: Lost Paradise (Hokuto ga Gotoku au Japon). Le jeu a été développé par Ryū ga Gotoku Studio, responsable de la série Yakuza depuis 2012. L'idée de base était de transposer les mécaniques de jeu qui ont fait le succès de Kazuma Kiryu dans l'univers post-apocalyptique de Kenshiro. Fist of the North Star: Lost Paradise sort le 8 mars 2018 au Japon et le 2 octobre 2018 aux États-Unis et en Europe.
En 2019, Sega sort Fist of the North Star: Legends ReVive sur iOS et Android.

## Accueil
Hokuto no Ken a été l'un des titres les plus populaires du Weekly Shōnen Jump au cours des années 1980. Elle est l'une des séries de mangas les plus vendues de l'histoire, avec environ 100 millions d'exemplaires. Dans un sondage réalisé par TV Asahi en 2005, l'anime se classe 26e dans la liste des 100 meilleures séries animées. Dans un deuxième sondage, effectué en 2006, il se classe 89e. Dans une version célébrités du sondage, il se classe 15e. En novembre 2014, les lecteurs du magazine Da Vinci de Media Factory mettent Hokuto no Ken à la 8e place de la liste des plus grandes séries manga de tous les temps dans le Weekly Shōnen Jump. Dans le sondage Manga Sōsenkyo 2021 de TV Asahi, dans lequel 150 000 personnes ont voté pour leurs 100 meilleures séries manga, Hokuto no Ken se classe 22e.

### Impact
Hokuto no Ken est considéré comme l'une des séries shōnen les plus influentes de tous les temps. Geek.com la qualifie de « travail d'époque, définissant une génération, qui a introduit l'ultraviolence folle sur la page et a inspiré des tonnes d'autres mangaka ». Le créateur du manga Berserk, Kentarō Miura, désigne Hokuto no Ken comme l'œuvre qui a eu le plus grand impact sur la sienne.
L'œuvre a également eu une influence sur les jeux vidéo. Le concepteur de jeux de Technōs Japan, Yoshihisa Kishimoto, le cite comme une influence sur le cadre et le style artistique du jeu d'arcade Double Dragon (1987), dont la ville sinistrée est inspirée à la fois de Mad Max et de Hokuto no Ken. On lui attribue également l'origine du concept de coup final de fatalité qui est apparu plus tard dans la série de jeux de combat Mortal Kombat.

### Mèmes Internet
Dans les années 2010, la phrase d'accroche de Kenshiro « Omae Wa Mou Shindeiru » (« Tu es déjà mort ») devient l'un des mèmes Internet les plus populaires de l'anime. En septembre 2017, le producteur de musique deadman (死人, Noah Ryan Murphy) sort la chanson Omae Wa Mou qui fait référence au mème et échantillonne la chanson japonaise Tiny Little Adiantum (2013) de l'album musical du jeu vidéo Touhou Project Toho Bossa Nova 2. En 2019, Omae Wa Mou devient viral sur TikTok et atteint la première place du classement Viral 50 de Spotify, avant d'être retirée du classement après avoir été frappée d'une réclamation de droits d'auteur.

### Pachinko
Un certain nombre de machines pachinko basées sur la franchise ont été produites, principalement par Sega Sammy Holdings depuis le lancement de la machine pachinko CR Hokuto no Ken en 2002. Le pachislot Hokuto no Ken, lancé en 2004, se vend à 620 000 unités en mars 2005, devenant ainsi la machine de pachislot la plus vendue. Le pachinko CR Hokuto no Ken 3 devient la machine pachinko la plus vendue de Sega Sammy lors de son lancement en 2009. En mars 2017, Sega Sammy avait vendu 3,18 millions de pachinko, pachislot et arcade Hokuto no Ken, dont 2,71 millions de pachinko et pachislot Hokuto no Ken, 30 000 machines de jeux d'arcade Hokuto no Ken et 440 000 pachinko et pachislot Souten no Ken. Ces pachinko peuvent être vues et jouées dans la série de jeux vidéo Yakuza.